# Tanjung Alai (Napal Putih)
Tanjung Alai is een bestuurslaag in het regentschap Bengkulu Utara van de provincie Bengkulu, Indonesië. Tanjung Alai telt 546 inwoners (volkstelling 2010).